# Dannenröder Forst
Der Dannenröder Forst (auch Dannenröder Wald oder Danni) ist ein etwa 1000 ha großer und rund 250 Jahre alter Dauer-Mischwald mit einem hohen Anteil an Buchen und Eichen. Er liegt zwischen Homberg (Ohm) und Stadtallendorf etwa 20 Kilometer östlich von Marburg in Hessen.
Im Oktober 2019 wurde der Wald aus Protest gegen eine Teilrodung dieses und angrenzender Wälder von Umweltaktivisten besetzt. Für den Weiterbau der Bundesautobahn 49 sollten 85 Hektar Waldfläche gerodet werden, 27 davon im Dannenröder Forst. Außerdem wurde eine Versiegelung von insgesamt 123 Hektar Fläche mit Asphalt erwartet. Ende 2020 beendete einer der größten Polizeieinsätze in der Geschichte des Landes Hessen nach 69 Einsatztagen mit täglich bis zu 2000 Einsatzkräften die Besetzung. Mehrere Personen wurden dadurch teils schwer verletzt. Bereits parallel zum Polizeieinsatz wurde die Trasse gerodet.

## Geschichte
Teile des Dannenröder Waldes sind auch als „äußerer Gerichtswald“ bekannt. Seit Jahrhunderten ist der Wald im Besitz der Freiherren bzw. der Familie Schenck zu Schweinsberg, die dem hessischen Uradel und der althessischen, fränkischen und rheinischen reichsunmittelbaren Ritterschaft angehörten.

### Autobahnbau und Waldbesetzung

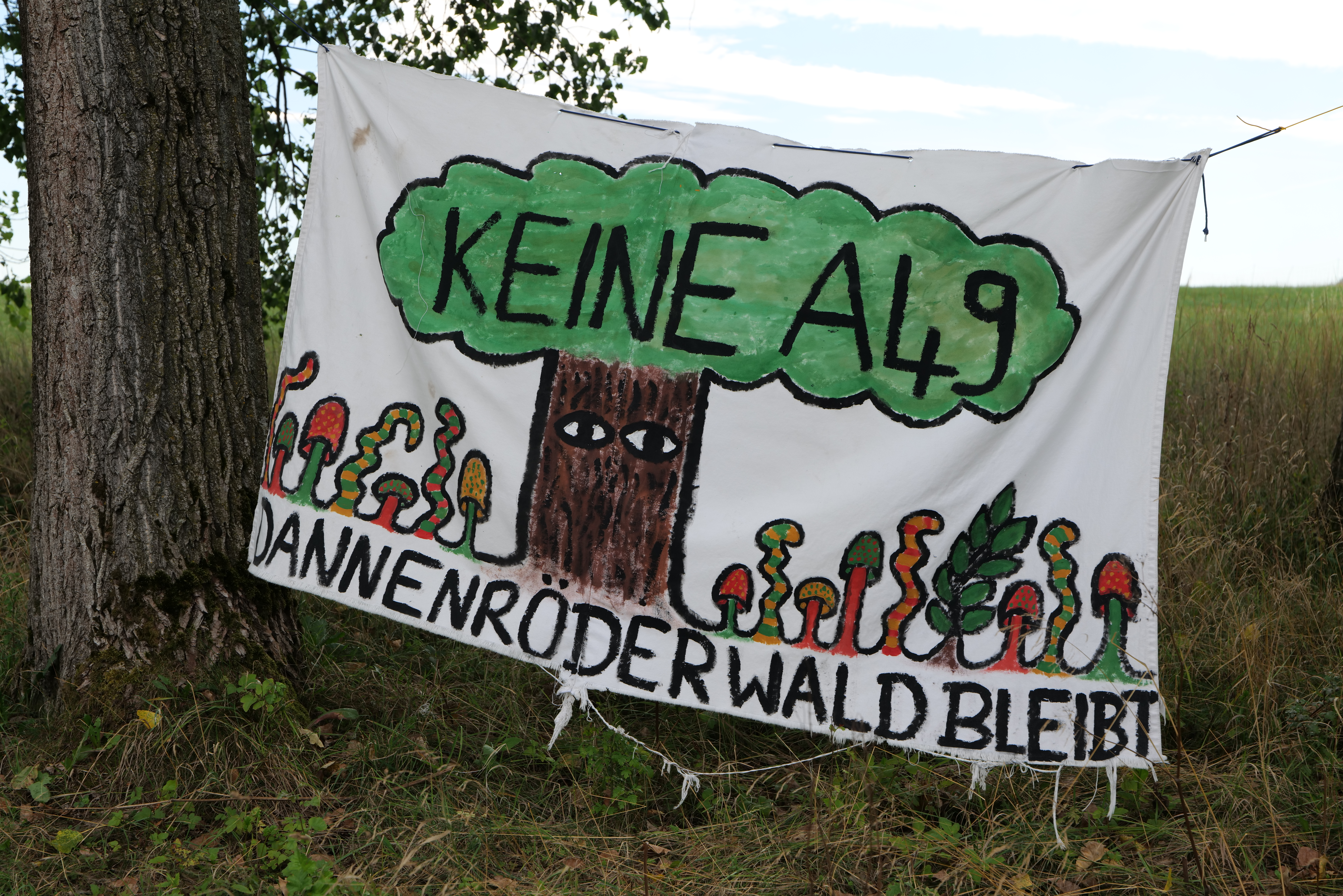
Transparent bei Dannenrod zur Erhaltung des Waldes, August 2020

Von Beginn der Planung der A 49 an gab es Widerstand gegen die Planung. Die Schutzgemeinschaft Gleental e. V. sowie die Aktionsgemeinschaft Schutz des Ohmtals setzten sich für den Erhalt des Waldes ein, auch der Bund für Umwelt und Naturschutz (BUND) Hessen reichte zweimal beim Bundesverwaltungsgericht (BVerwG) Klage ein. 2019 schlossen sich die verschiedenen Initiativen zum Aktionsbündnis „Keine A49!“ zusammen.
Am 23. Juni 2020 entschied das BVerwG über die Klage des BUND, die sich auf den Verstoß gegen die europäische Wasserrahmenrichtlinie (EU-WRRL) bezog, und wies die Klage ab. Ein Aussetzen der Vollziehung des Planfeststellungsbeschlusses sei unverhältnismäßig, da das deutsche Wasserrecht ausreichend Möglichkeiten zur Verfügung stelle, um dem Wasserschutz gerecht zu werden. So sei es insbesondere möglich, die wasserrechtliche Erlaubnis noch zu entziehen oder nachträglich Schutzmaßnahmen (für den Wasserkörper) anzuordnen. Für Eingriffe in Natur und Landschaft sind einige Ausgleichsmaßnahmen im Gebiet vorgesehen, unter anderem Renaturierung von Gewässern und die Anlage eines „Bekassinenlochs“ mit Blänken und Flutmulde für den Lamborn-Bachlauf bei Amöneburg.
Im Oktober 2019 wurde der Wald von Umweltaktivisten besetzt, die sich gegen eine Teilrodung des Waldes und gleichzeitig für eine Verkehrswende einsetzen. Die Zahl der Aktivisten wuchs zwischenzeitlich auf etwa 100 an. Die Aktivisten erbauten entlang der geplanten Autobahntrasse Baumhausdörfer und Barrikaden auf den Forstwegen. Die Polizei Mittelhessen ging vor dem Einsatzbeginn zur Räumung und Rodung im Waldgebiet von rund 400 Barrikaden und circa 100 Baumhäusern im Trassenbereich der geplanten A49 aus. Die Räumung und Rodung der Autobahntrasse durch die Polizei und Waldarbeiter Dannenröder Forst begann am 9. November 2020, am 8. Dezember 2020 wurde das letzte Baumhaus im Dannenröder Wald geräumt. Die Polizei warf wiederholt Teilen der Demonstranten Gewalt vor. Diese warfen eine solche sowie Missachtung von Sicherheitsregeln auch der Polizei vor. Es kam bei der Räumung zu mehreren Abstürzen von Demonstranten mit teilweise schweren Verletzungen. Einer dieser Abstürze von einem Tripod wurde dadurch verursacht, dass ein Polizist ein Sicherungsseil kappte, obwohl dieses mit einem Warnhinweis versehen war. Gegen den Polizisten wurden Ermittlungen wegen fahrlässiger Körperverletzung eingeleitet.
Die damalige hessische Landesregierung, bestehend aus CDU und Bündnis 90/Die Grünen, sprach sich in ihrem Koalitionsvertrag für den Weiterbau der A 49 aus. Die örtlichen CDU-Kreisverbände haben über 7000 Unterschriften pro A 49 gesammelt. Auch der Vogelsberger Kreistag sowie die beiden örtlichen Landräte Kirsten Fründt und Manfred Görig und die SPD Vogelsberg sprachen sich für einen Weiterbau aus. Die A49-Gegner überreichten am 4. November 2020 225.000 Unterschriften gegen den Bau der A49 und für eine klimagerechte Verkehrspolitik an den hessischen Verkehrsminister Tarek Al-Wazir (Grüne).
Mit Blick auf die Notwendigkeit einer Mobilitätswende und der Klimabelastung fordert die Bundestagsfraktion der Grünen den Baustopp für die A 49, auch wirtschaftlich sei das Projekt daher unsinnig; die Fraktion der Linken im hessischen Landtag erklärte sich bei einer öffentlichen Fraktionssitzung im Wald solidarisch mit den Bewohnern im Walddorf und den Mahnwachen rund um das Camp bei Dannenrod. Linken-Fraktionsvize Jan Schalauske bezeichnete das Projekt als „Planungsdinosaurier der 60er Jahre des letzten Jahrhunderts“ und forderte neben dem Baustopp eine Reaktivierung der Bahnstrecke Kirchhain–Gemünden sowie die Umsetzung eines Alternativkonzepts; auch die Reaktivierung der stillgelegten Ohmtalbahn wurde vorgeschlagen.
Besetzung und Räumung des Dannenröder Forsts verursachten der Bundespolizei und den auswärtigen Landespolizeien Kosten für Polizeieinsätze in Höhe von 36 Millionen Euro. Darin sind nicht die Kosten des Zauns und des privaten Sicherheitsdienstes enthalten, der zur Überwachung von der DEGES beauftragt wurde, sowie die Kosten der hessischen Polizei. Bemühungen des Landes Hessen, die Besetzer an den Einsatzkosten zu beteiligen, führten bis Ende April 2021 zur Zahlung zweier Bescheide in Höhe von insgesamt rund 410 Euro. Gegen zahlreiche weitere Kostenbescheide laufen Klagen der Demonstranten. Von den eingeleiteten Bußgeldverfahren (u. a. wegen Personalienverweigerung) wurden die meisten auf Staatskosten eingestellt. Von den wenigen Strafvorwürfen führte unter anderem ein Fall zu einer Verurteilung: Eine Baumaktivistin soll sich mit Tritten und Kniestößen von oben dagegen gewehrt haben, dass Polizeibeamte sie vom Baum holen wollten. Sie verweigerte die Identitätsfeststellung und war im Zuge der Räumung als UWP1 („unbekannte weibliche Person 1“) verhaftet worden. Wegen tätlichen Angriffs auf Vollstreckungsbeamte in zwei Fällen in Tateinheit mit Widerstands gegen Vollstreckungsbeamte und gefährlicher Körperverletzung wurde sie im Juni 2021 zu einer Haftstrafe von 2 Jahren und 3 Monaten verurteilt. Es kam zu Tumulten im Amtsgericht Alsfeld. Sowohl Verteidigung als auch Staatsanwaltschaft legten Berufung ein.  Nach Angaben der Staatsanwaltschaft Gießen kam es bei insgesamt etwa 500 Ermittlungsverfahren zu einer niedrigen zweistelligen Anzahl von Verurteilungen.
Bei der Berufungsverhandlung wurde 2022 erkannt, dass die als Zeugen aussagenden Polizisten die Unwahrheit gesagt hatten. Die unmittelbar am Zugriff beteiligten Polizisten waren entgegen früheren Aussagen mehrfach gesichert, so dass für sie in der Gegenwehr der Angeklagten gerade keine Absturzgefahr bestand. Auch konnte sich der Polizist nach Betrachtung von Videos nicht mehr erinnern, ob die Angeklagte ihn wirklich getroffen hatte. Das Gericht reduzierte die Haftstrafe daher auf ein Jahr neun Monate. Im Mai 2022 gab die Verurteilte ihre Identität bekannt und wurde aus der Untersuchungshaft entlassen.

### Rezeption
Neben diversen wissenschaftlichen Einordnungen zur klimatischen Relevanz des Forstes, sowie rechtlichen und einsatztaktischen Überlegungen, werden auch Organisationsformen der Protestierenden zum Untersuchungsgegenstand. So äußerte sich die Ökonomin und Commons-Forscherin Friederike Habermann Anfang 2021: „Als die Occupy-Bewegung 2011 groß wurde, ist denen sehr häufig vorgeworfen worden, dass sie gar keine Forderungen haben, dass sie gar nicht wissen, was sie wollen. [...] Was aber eigentlich passiert ist, ist, dass Menschen [...] sich die Zeit und den Raum genommen haben, um ihren Alltag neu zu leben und neu zu gestalten. Und genau das [...] [ist, was] jetzt wieder im Dannenröder Wald auch passiert“.
Der hr hat eine Dokumentation des Protestes unter dem Titel Generation Waldbesetzer – Im Baumhaus gegen den Klimawandel veröffentlicht, die Hintergründe und Formen des gewaltfreien Widerstandes dokumentiert. Der Dokumentarfilmer David Klammer produzierte den Film „Barrikade – Bilder einer Waldbesetzung“ zu diesen Besetzungen.

## Flora und Fauna

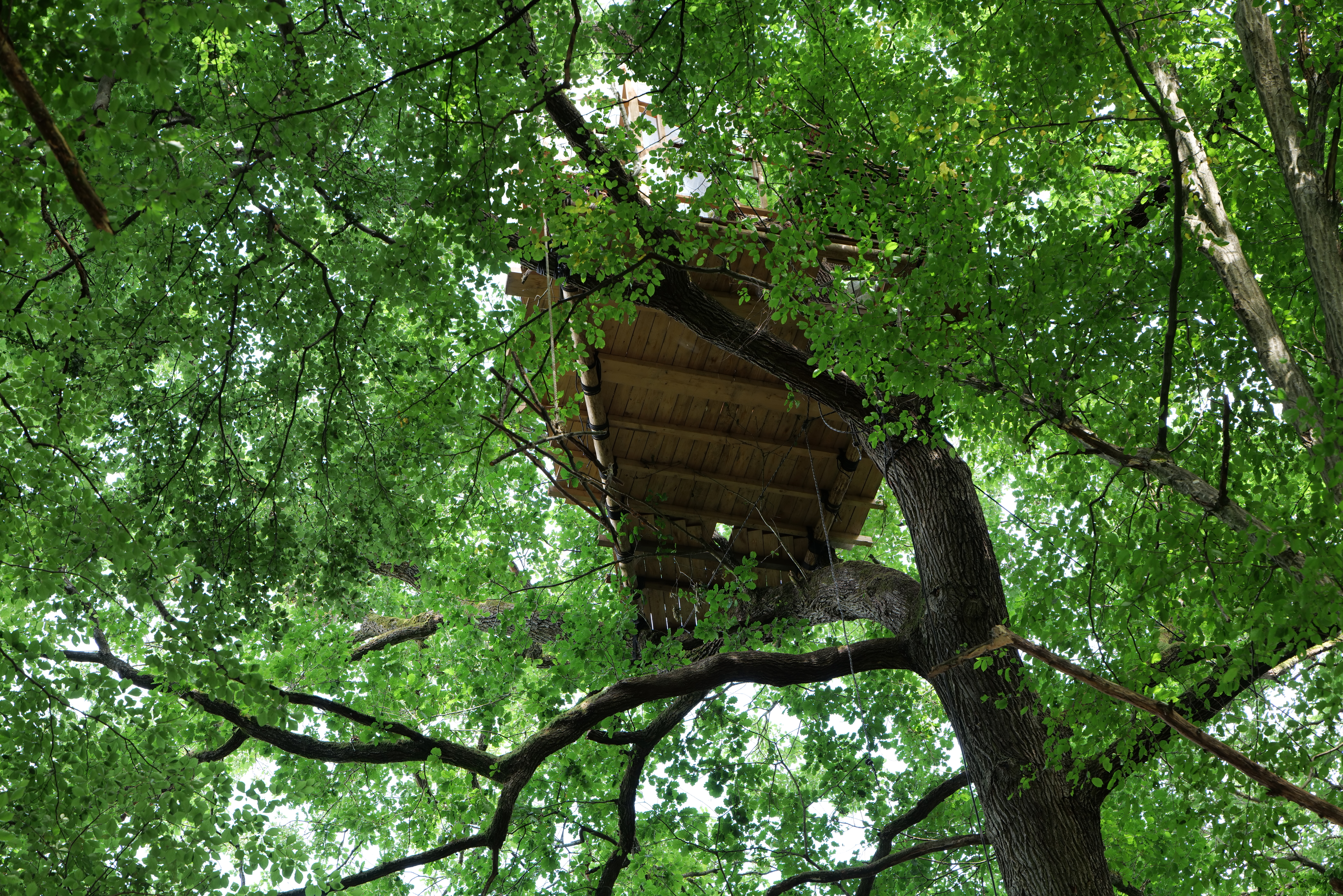
Besetzte Eiche, 2020

Im Dannenröder Forst wachsen vorwiegend Buchen und Eichen. Die ältesten Bäume sind nach noch vorliegenden Pflanzenlisten ca. 300 Jahre alt und überwiegend in einem gesunden Zustand. Die Blätterdächer sind weitgehend geschlossen, und der Wald weist eine natürliche Verjüngung auf. Der Forst ist Lebensraum für viele Tiere. So beherbergt er eine Kolonie der gesetzlich streng geschützten Kammmolche. Zu deren Schutz dienen unter anderem Waldumbaumaßnahmen, wie die Entwicklung von naturnahen Eichenmischwäldern, indem über 12.000 Traubeneichen in vorhandene ausgelichtete Waldflächen gepflanzt wurden. Seit 2019 begannen Umsiedlungen von Reptilien südlich von Stadtallendorf in neu angelegte Biotope, für Kammmolche geeignete Teiche wurden saniert.
Unter dem Wald liegt ein großer Grundwasserkörper, der auch als Wasserreservoir für das Rhein-Main-Gebiet dient und damit etwa 500.000 Menschen versorgt.